# Иванов, Владимир Викторович (учёный)
Влади́мир Ви́кторович Ивано́в (род. 9 августа 1955 года) — советский и российский инженер и экономист. Кандидат технических наук, доктор экономических наук, член-корреспондент РАН (2016). Член президиума РАН, заместитель президента Российской академии наук, руководитель Информационно-аналитического Центра «Наука» РАН.

## Биография
Родился 9 августа 1955 года.
В 1978 году окончил факультет технической физики Московский инженерно-физический институт, в 1986 году под руководством В. М. Маркочева защитил кандидатскую диссертацию «Циклическая трещиностойкость материалов и элементов конструкций ядерных энергетических установок». В 1987 году принимал участие в работах по ликвидации последствий аварии на Чернобыльской АЭС. До 1992 года работал в МИФИ, вёл научную работу в области атомной энергетики.
С 1992 по 1995 годы работал в Госкомвузе России, где занимался проблемами конверсии вузовской науки. С 1995 по 2000 год — главный специалист, начальник отдела развития научно-технического потенциала регионов Министерства науки России. В 2000—2001 годах — начальник управления развития наукоградов и научно-технического потенциала регионов Министерства промышленности и науки России. С декабря 2001 года — начальник Научно-организационного управления РАН.
В 2003 году защитил докторскую диссертацию «Формирование инновационных систем в условиях трансформируемой экономики России» (научный консультант А. Н. Фоломьев; официальные оппоненты А. Д. Викторов, А. А. Дынкин, А. Г. Фонотов).
Является заместителем главного учёного секретаря Президиума РАН (с 2007), главным научным сотрудником Института проблем развития науки РАН (с 2007), заместителем президента РАН (с 2013), руководителем Информационно-аналитического центра «Наука» РАН (с 2013). 28 октября 2016 года избран членом-корреспондентом РАН.
Женат, трое детей. Дочь — журналист.

## Научная деятельность
Основными направлениями научных исследований первоначально являлись закономерности и процессы разрушения материалов и элементов конструкций ядерных энергетических установок, методы оценки ресурса ЯЭУ по параметрам сопротивления разрушению, экспериментальная механика разрушения.
Основные сферы исследований в XXI веке: теория инноваций, закономерности формирования и развития национальных инновационных систем, проблемы инновационного развития локальных территорий, включая наукограды, разработка программ развития гг. Обнинска, Дубна и Королёв как наукоградов Российской Федерации. Научные интересы: глобальные процессы, проблемы формирования единого научно-технологического пространства Беларуси и России, разработана теория глобальной гуманитарно-технологической революции, сформулированы основные положения экологии технологий.
По информации Диссернета неоднократно принимал участие в защитах списанных диссертаций в качестве научного руководителя или оппонента.

## Публикации
Автор более 150 научных трудов (в том числе свыше 10 монографий), 8 изобретений, в том числе:
1. Иванов В. В. Инновационная парадигма XXI (2-е изд.) — М.: Наука, 2015.- 384 с.
2. Иванов В. В., Малинецкий Г. Г. Россия XXI век. Стратегия прорыва. Технологии. Образование. Наука/ Будущая Россия. № 26.(2-е изд) — М.: ЛЕНАНД, 2017. — 304 с.
3. Контуры цифровой реальности: Гуманитарно-технологическая революция и выбор будущего/ Под ред. В. В. Иванова, Г. Г. Малинецкого, С. Н. Сиренко / Будущая Россия. № 28. — М.: ЛЕНАНД, 2018. — 344 с.
4. Рачков М. В., Лебедев Л. А., Иванов В. В. Введение в ядерные энерготехнологии. — М.: Наука, 2015. — 214 с.
5. Иванов В. В. Методологические проблемы планирования и экологии технологий//Инновации, 2010, № 3.
6. Иванов В. В. Технологическое пространство и экология технологий // Вестник Российской академии наук, 2011, № 5, 414—418
7. Иванов В. В. Перспективный технологический уклад: возможности, риски, угрозы/ Экономические стратегии, 2013 № 4, с. 2-5
8. Иванов В. В. Глобальная гуманитарно-технологическая революция: предпосылки и перспективы// Инновации, 2017, № 6, с. 11-16
9. Иванов В. В., Малинецкий Г. Г. Цифровая экономика: от теории к практике// Инновации, 2017,№ 12, с.3-12.
10. Иванов В. В., Малинецкий Г. Г. Научные ориентиры администрации США// Мир новой экономики. Журнал научных гипотез и успешных бизнес-решений, 2017, Т.11,№ 3, с.36-46
11. Иванов В. В., Малинецкий Г. Г. Научно-политический маневр. Стратегические приоритеты № 4 (16), 2017, с.78-119.
12. Иванов В. В., Марков А. В. Концептуальные аспекты формирования единого научно-технологического пространства Беларуси и России// Вестник РАН, 2011, т.81, № 10, 915—920.
13. Иванов В. В. Путилов А. В. Цифровое будущее — следующий шаг в развитии атомных энергетических технологий// Энергетическая политика, 2017, № 3, 32-41.
14. Ivanov V.V., Malinetskii G.G. Mechanisms of Defense Orders in Relation to Systems Analysis and Modeling// Herald of the Russian Academy of Sciences, 2017, Vol. 87, No. 1, pp. 67–74.

## Общественное признание, награды
- 1985 г — Премия Московского комсомола в области техники.
- 2007 г. — Премия Правительства Российской Федерации в области науки и техники.
- 2010 г. — Премия Правительства Российской Федерации и в области образования.
- 2020 г. — Медаль ордена «За заслуги перед Отечеством» II степени (28 декабря 2020 года) — за большой вклад в развитие науки и многолетнюю добросовестную работу[4].
- 2024 г. — Орден Дружбы (5 февраля 2024 года) — за большой вклад в развитие отечественной науки, многолетнюю плодотворную деятельность и в связи с 300-летием со дня основания Российской академии наук[5].